# Ricardo Ubieto
Ricardo José Ubieto (Tigre, 27 de enero de 1933-ibídem, 16 de noviembre de 2006) fue un político y contador público argentino, Intendente del Partido de Tigre, en la zona norte del Gran Buenos Aires entre 1979-1983 y 1987-2006. Fue el fundador el partido vecinalista Acción Comunal.

## Biografía
Provenía de una familia de tercera generación de tigrenses. Nació en esta ciudad en 1933 e inició su carrera política como Secretario de Economía y Hacienda de la Municipalidad en 1971, durante la intervención militar del Intendente Osvaldo Fossati, designado en el cargo por el dictador Alejandro Agustín Lanusse.

## Trayectoria política
En 1973, con la llegada de Néstor Pozzi, elegido en las urnas, Ubieto dejó su función, y ejerció a la actividad privada en su estudio contable. 
En 1979, el contador Ubieto vuelve a ser funcionario, esta vez con el cargo de Intendente, en reemplazo del Coronel Carlos Pérez Ibarra.
Fue Intendente entre 1979 y 1983, año en que dejó su lugar al radical Oscar Giordano, electo el 30 de octubre de 1983.

### Acción comunal
En 1985, Ubieto y un grupo de viejos colaboradores fundan Acción Comunal y se presentan a elecciones: ganaron la votación con 30 mil votos sobre 100 mil: Ubieto es elegido concejal junto a tres de sus adláteres, ganando las elecciones de 1987.[cita requerida]. 
Entre fines de los noventa y principios de 2006, más de 50 urbanizaciones privadas se asientan en su distrito.
En mayo de 2005, Ubieto declara a la Revista Tigris (que se distribuye en algunos countries): “Creo que nuestro mayor logro es habernos preparado para el progreso"
Ubieto tuvo un lugar en el directorio de la estatizada AySA, en representación de los municipios del conurbano, cargo que ejerció cinco meses, hasta su muerte en noviembre de 2006.
En 2007, se produce la derrota del vecinalismo por el triunfo de Sergio Massa como intendente de Tigre, el peronismo recuperó el distrito después del golpe militar de 1976.
En 2008 la Fundación Konex, entregó a la viuda de Ricardo Ubieto un reconocimiento de “Administrador Público” a los dotes del exintendente.